# Cantone di Vorey
Il Cantone di Vorey era una divisione amministrativa dell'Arrondissement di Le Puy-en-Velay.
A seguito della riforma approvata con decreto del 17 febbraio 2014, che ha avuto attuazione dopo le elezioni dipartimentali del 2015, è stato soppresso.

## Composizione
Comprendeva 7 comuni:
- Beaulieu
- Chamalières-sur-Loire
- Mézères
- Roche-en-Régnier
- Rosières
- Saint-Pierre-du-Champ
- Vorey